# Thomas Strakosha
Thomas Fotaq Strakosha (*19. března 1995 Athény) je albánský profesionální fotbalový brankář, který hraje v anglickém klubu Brentford FC a v albánském národním týmu.

## Klubová kariéra
Strakosha zahájil svou mládežnickou kariéru v roce 2011 v řeckém Panioniosu, odkud jej v následujícím roce odkoupilo římské Lazio za poplatek ve výši 75 tisíc euro.

### Lazio
Po odchodu brankáře prvního týmu Lazia Juana Pabla Carriza do Interu Milán ve druhé polovině sezóny 2012/13 se Strakosha stal třetím brankářem A-týmu za Federicem Marchettim a Albanem Bizzarrim. Byl členem týmu, který vyhrál Coppu Italia v sezóně 2012/13 poté, co ve finále 26. května 2013 porazili městského rivala AS Řím 1:0.
Dne 2. září 2013 přestoupil Bizzarri do Janova a do Lazia přišel albánský gólman Etrit Berisha. Pro Strakoshu se tak nic nezměnilo a v sezóně 2013/14 opět do žádného utkání nenastoupil.
Dne 11. července 2014 byla Strakoshovi prodloužena smlouva do roku 2019. Strakosha byl na lavičce finálového zápasu Coppy Italia 2014/15 proti Juventusu 21. května 2015, kde Lazio prohrálo 2:1 po prodloužení po gólu Alessandra Matriho z 97. minuty.

#### Salernitana (hostování)
V červenci 2015 Lazio odešel Strakosha na hostování do druholigového týmu US Salernitana 1919. Debutoval 9. srpna 2015 při vítězstvím 1:0 proti Pise ve druhém kole Coppa Italia 2015/16. Týden po svém debutu odehrál Strakosha další zápas v Coppa Italia, udělal několik rozhodujících zákroků a udržel čité konto po dobu 120 minut, když Salernitana zvítězila 1:0 po prodloužení nad Chievem Verona a postoupila tak do dalšího kola.
Strakosha debutoval v lize 6. září v prvním kole Serie B 2015/16 proti Avellinu.

#### Návrat do Lazia
V červenci 2016 se, po skončení hostování, Strakosha vrátil do Lazia. Po zranění Marchettiho a odchodu Berishy do Atalanty debutoval Strakosha v dresu Lazia 20. září v ligovém zápase proti AC Milán. Přes porážku 2:0 byl Strakosha označen za nejlepšího hráče Lazia v utkání. O pět dní později udržel Strakosha své první čisté konto v Serii A již ve svém druhém zápase, a to při vítězství 2:0 proti Empoli.
Dne 22. února 2017 prodloužil Strakosha smlouvu s Laziem do roku 2022. Pozici brankářské jedničky si udržel až do konce sezóny, pomohl Laziu ke konečné 5. pozici v lize. Odehrál také 4 zápasy v Coppa Italia, včetně finále, ve kterém Lazio podlehlo Juventusu 2:0.
Lazio zahájilo sezónu 2017/18 13. srpna 2017 zápasem Supercoppa italiana 2017 proti Juventusu. Strakosha nechyběl v základní sestavě a získal svoji první trofej, když Lazio zvítězilo 3:2. 14. října, v utkání proti stejnému soupeři, chytil Strakosha v 97. minutě penaltu Paula Dybaly, díky čemuž Lazio udrželo vítězství 1:2. Jednalo se o první Strakoshovu chycenou penaltu v Serii A a také o první domácí ligovou porážku Juventus od srpna 2015. O týden později souhlasil s prodloužením smlouvy do června 2022. Později byl jmenován nejlepším mladým brankářem sezóny 2017/18.

## Reprezentační kariéra
Strakosha byl poprvé povolán do reprezentace Albánie v srpnu 2016 trenérem Giannim De Biasim na přátelský zápas proti Maroku a na úvodní zápas kvalifikace na Mistrovství světa 2018 proti Severní Makedonii jako jeden ze čtveřice brankářů spolu s Etritem Berishou, Orgesem Shehi a Albanem Hoxhou. Ani do jednoho zápasu však nenastoupil. V reprezentaci debutoval 24. března 2017 v zápase proti Itálii, při prohře 0:2.

## Statistiky

### Klubové
K 21. lednu 2021
| Klub                | Sezóna  | Liga    | Liga   | Liga | Pohár  | Pohár | Evropské poháry | Evropské poháry | Ostatní | Ostatní | Celkem | Celkem |
| Klub                | Sezóna  | Liga    | Zápasy | Góly | Zápasy | Góly  | Zápasy          | Góly            | Zápasy  | Góly    | Zápasy | Góly   |
| ------------------- | ------- | ------- | ------ | ---- | ------ | ----- | --------------- | --------------- | ------- | ------- | ------ | ------ |
| Lazio               | 2016/17 | Serie A | 21     | 0    | 4      | 0     | —               | —               | —       | —       | 25     | 0      |
| Lazio               | 2017/18 | Serie A | 38     | 0    | 4      | 0     | 10              | 0               | 1       | 0       | 53     | 0      |
| Lazio               | 2018/19 | Serie A | 35     | 0    | 5      | 0     | 4               | 0               | —       | —       | 44     | 0      |
| Lazio               | 2019/20 | Serie A | 38     | 0    | 1      | 0     | 4               | 0               | 1       | 0       | 44     | 0      |
| Lazio               | 2020/21 | Serie A | 6      | 0    | 1      | 0     | 1               | 0               | —       | —       | 8      | 0      |
| Lazio               | Celkem  | Celkem  | 138    | 0    | 15     | 0     | 19              | 0               | 2       | 0       | 174    | 0      |
| Salernitana (host.) | 2015/16 | Serie B | 11     | 0    | 2      | 0     | —               | —               | —       | —       | 13     | 0      |
| Celkem              | Celkem  | Celkem  | 149    | 0    | 17     | 0     | 19              | 0               | 2       | 0       | 187    | 0      |

### Reprezentační
K 31. březnu 2021
| Albánie | Albánie | Albánie |
| Rok     | Zápasy  | Góly    |
| ------- | ------- | ------- |
| 2017    | 4       | 0       |
| 2018    | 4       | 0       |
| 2019    | 4       | 0       |
| 2020    | 2       | 0       |
| 2021    | 1       | 0       |
| Celkem  | 15      | 0       |

## Ocenění

### Klubové
Lazio
- Coppa Italia: 2012/13, 2018/19
- Supercoppa italiana: 2017, 2019